# روزاليند هاريس
روزاليند هاريس (بالإنجليزية: Rosalind Harris)‏ هي ممثلة أمريكية، ولدت في 19 مارس 1950.

## أعمال

### أفلام
- (1971) عازف الكمان على السقف
- (1984) نادي القطن

## وصلات خارجية
- روزاليند هاريس على موقع IMDb (الإنجليزية)
- روزاليند هاريس على موقع روتن توميتوز (الإنجليزية)
- روزاليند هاريس على موقع ألو سيني (الفرنسية)
- روزاليند هاريس على موقع أول موفي (الإنجليزية)
- روزاليند هاريس على موقع قاعدة بيانات برودواي على الإنترنت (الإنجليزية)
- روزاليند هاريس على موقع قاعدة بيانات الأفلام السويدية (السويدية)
- روزاليند هاريس على موقع قاعدة بيانات الفيلم (الإنجليزية)
- روزاليند هاريس على موقع كينوبويسك (الروسية)